# Гурська Нонна Василівна
Но́нна Васи́лівна Гу́рська (до шлюбу Рудницька) (нар. 22 червня 1932, Ромни — пом. 6 червня 2012, Житомир) — українська акторка, 1974 — народна артистка УРСР.

## Життєпис
1955 року закінчила Київський театральний інститут ім. Карпенка-Карого, курс П. Сергієнка.
Працювала у Київському театрі «Комедії і водевілю» (1957—1958), Вінницькому (1956), з 1971 по 1981 — в Рівненському, Херсоні (1958—1965), Чернігові (1965—1971), Луцьку (1981—1993).
В 1993—2000 — у Житомирському музично-драматичному театрі.
Чоловік: актор Анатолій Гурський.

## Театральний шлях
Її ролі:
- Марина, «Марина» М. Зарудного — за неї одержала ювілейну Шевченківську медаль.
- Джені в «Джені Герхард» за Драйзером — за 12 років зіграла цю роль понад 800 разів,
- Діана — «Собака на сіні» Лопе де Вега,
- Жервеза — «Пастка» Е. Золя — відзначена дипломом 1 ступеня на огляді найкращих вистав в Україні,
- Кручиніна — «Без вини винуваті» О. Островського,
- Марія в «Марії Тюдор» В.Гюго,
- Маруся, «Маруся Богуславка» М.Старицького,
- леді Мільфорд у п'єсі «Підступність і кохання» Ф.Шіллера,
- Наташа — «Суєта» І. Карпенка-Карого,
- Панова — «Любов Ярова» Треньова,
- Сваха — «Одруження» М. Гоголя,
- Тетяна — «У неділю рано зілля копала» за О. Кобилянською,
- Толгонай — «Материнське поле» Ч. Айтматова, відзначена дипломом 2 ступеня на огляді театральних вистав про Велику Вітчизняну війну,
- «Украдене щастя»,
- «Титарівна»,
- «Наливайко».

Занесена в книгу пошани видатних земляків міста Ромни.